# Gisela Kallenbach

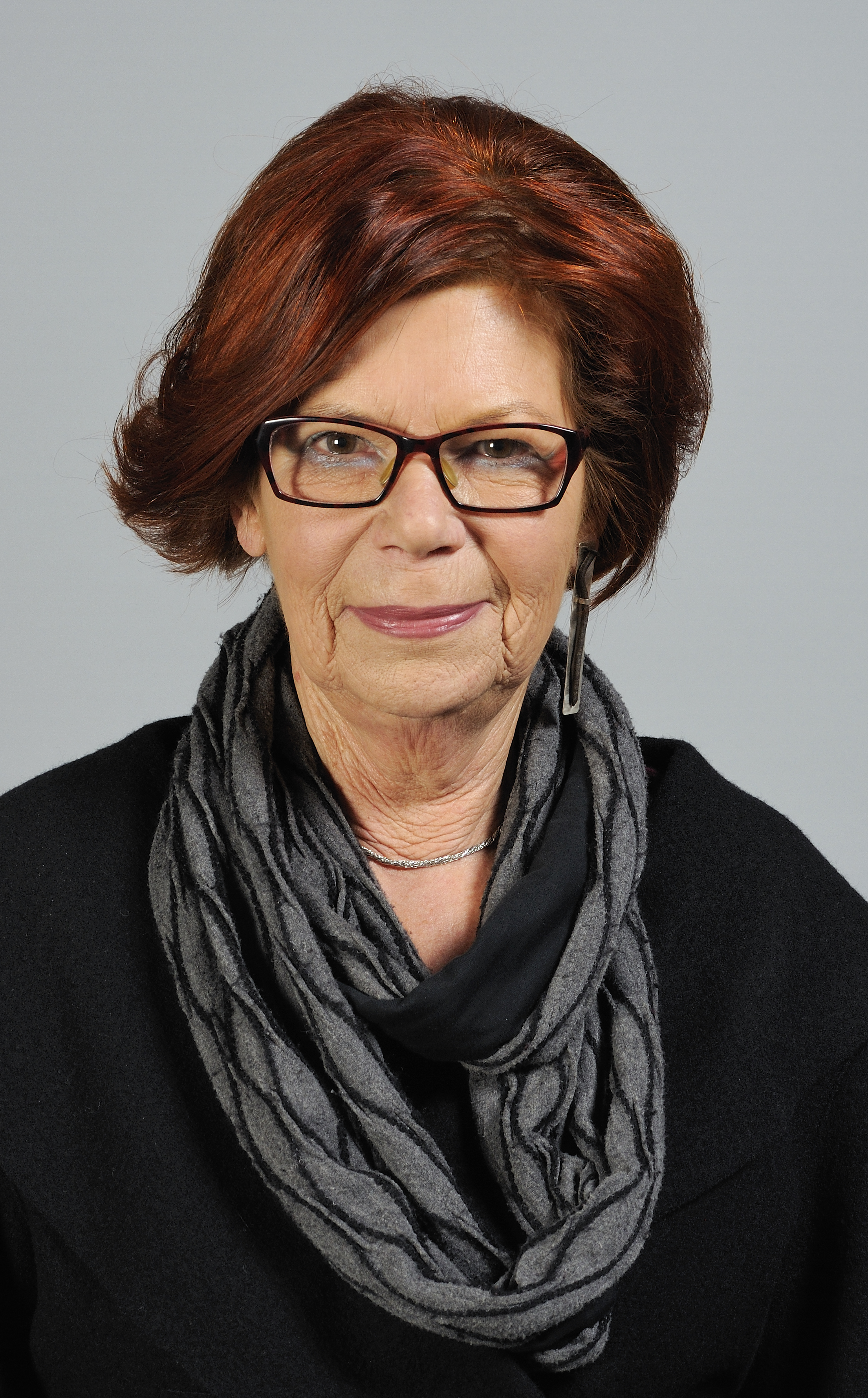
Gisela Kallenbach (2013).

Gisela Kallenbach este un om politic german, membru al Parlamentului European în perioada 2004-2009 din partea Germaniei.
1. ↑   https://www.landtag.sachsen.de/de/abgeordnete/abgeordnetensuche/historische-suche.cshtml?date=2009-09-29, accesat în 28 decembrie 2024 Lipsește sau este vid: |title= (ajutor)
2. ↑  Deputații în Parlamentul European